# Комаровський Євген Олегович
Євген Олегович Комаровський (нар.15 жовтня 1960, Харків, Українська РСР) — український дитячий лікар, кандидат медичних наук, лікар вищої категорії та телеведучий, веде програму «Школа доктора Комаровського».

## Біографія
Батьки — корінні харків'яни. За національністю мати — єврейка, батько — українець. За професією батьки інженери і все життя пропрацювали на турбінному заводі.
Лікар Комаровський живе та працює в Харкові. У практичній охороні здоров'я — понад 25 років.
Трудову лікарську діяльність розпочав у 1980 р. — медбратом відділення реанімації. Закінчив педіатричний факультет Харківського медичного інституту у 1983 р. і в цьому році почав працювати в Харківській обласній дитячій інфекційній клінічній лікарні.  До 1991 року обіймає посаду лікаря відділення реанімації, протягом наступних десяти років — завідувач інфекційним відділенням. У 2000 році дитячий лікар йде з державної лікарні та проводить консультативний педіатричний прийом у приватному медичному центрі, в 2006 році відкрив приватний медичний центр — клініку Комаровського «Кліником».
Лікар відомий батьківській аудиторії також за численними телевізійними проектами — як учасник ток-шоу, консультант спеціалізованих програм. У березні 2010 року на українському телеканалі «Інтер» стартував проект «Школа доктора Комаровського».
Лауреат «Найкрасивіший чоловік України 2010».
17 квітня 2019 року увійшов до команди кандидата у президенти 2019 року Володимира Зеленського.

### Сім'я
Євген Комаровський одружився на четвертому курсі медінституту з однокурсницею Катериною, дитячою лікаркою-окулісткою. Має двох синів: Дмитро (1982) та Андрій (1988). У 2013 році народилися онук та онучка (діти з'явилися у сім'ях обох синів).

## Наукова діяльність
Автор наукових праць, науково-популярних статей, книг. Найвідоміша — «Здоров'я дитини і здоровий глузд її родичів».
У 1993 році вийшла монографія «Вірусний круп у дітей», за яку в 1996 році автор отримав вчений ступінь кандидата наук. «Початок життя вашої дитини» (1996 рік) — перша науково-популярна книга Е. О. Комаровського, «Здоров'я дитини і здоровий глузд її родичів» (2000 рік) — її логічне продовження. У 2002 році виходить книга «Одноразові підгузники». У 2007 році — нове, доповнене і повністю перероблене, видання «Здоров'я дитини …».
У 2008—2009 роках виходять: «ГРЗ: керівництво для розсудливих батьків», «Щоденник», «Книга від кашлю», «Книга від нежиті», «36 і 6 питань про температуру», аудіокнига «Початок життя вашої дитини», а також перша частина «Довідника розсудливих батьків», яка містить відомості, що мають відношення до всіх здоровим дітям — ріст і розвиток, аналізи та обстеження, харчування, щеплення.
2010 рік — друга частина батьківського довідника — «Невідкладна допомога».
Методика доктора з догляду та виховання дитини відрізняє простота, доступність, ефективність та адаптованість до сучасних умов та вітчизняної ментальності.

## Нагороди та звання
- У 2012 році отримав премію Телетріумф у номінації «Ведучий/ведуча ток-шоу».[5]
- Почесний громадянин Харкова (2021)[6].

## Фільмографія
- Став прототипом Знахара Комаровича, одного з персонажів українського мультсеріалу Казкова Русь.
- Озвучив старого вояка та ватажка птахів Аякс з мультфільму Замбезія, що вийшов на українські екрани 6 вересня 2012 року[7].

## Громадянська позиція
У 2021 році заявив, що в Україні повинно бути 3 державних мови: українська, російська, англійська. Того ж року виступив проти діяльності мовного омбудсмена.
Виступив із різким засудженням російського вторгнення в Україну. У квітні 2022 року Комаровському було заборонено в'їзд в Росію.